# Neoechinorhynchus tsintaoense
Neoechinorhynchus tsintaoense är en hakmaskart som beskrevs av Morisita 1937. Neoechinorhynchus tsintaoense ingår i släktet Neoechinorhynchus och familjen Neoechinorhynchidae. Inga underarter finns listade i Catalogue of Life.